# Eridu

Situación de las ciudades de la antigua Mesopotamia. La más meridional de todas ellas es Eridu.

Eridu en la Babilonia de Hamurabi.

Eridu o Eridú fue una antigua ciudad del sur de Mesopotamia, a 24 kilómetros al sur de Ur, en el actual yacimiento arqueológico de Tell Abu Shahrein. En su fundación, posiblemente se encontrase a poca distancia del golfo Pérsico; sin embargo, actualmente, debido a los sedimentos transportados por los ríos Tigris y Éufrates, la línea de costa se encuentra a varios kilómetros al sur. 
Lo más probable es que en época sumeria la ciudad estuviera unida al estuario por medio de canales y según las epopeyas babilónicas, habría sido la primera ciudad creada en el mundo:

No había crecido una caña
no había sido creado un árbol
no había sido hecha una casa
no había sido hecha una ciudad
y las tierras eran mar
cuando Eridu fue creada.
Mesopotamia y el Antiguo Oriente Medio (1992)

Eridu fue la ciudad más meridional del conglomerado de Mesopotamia e importante centro de culto al dios del agua, Enki. 
En julio de 2016, la Unesco, eligió el sitio arqueológico del tell Eridu como Patrimonio Mixto de la Humanidad, como "parte de los vestigios arqueológicos de asentamientos sumerios en la Baja Mesopotamia, que florecieron entre el tercer y cuarto milenios a.C. en el delta pantanoso formado por los ríos Éufrates y Tigris."

## Historia
Según la tradición sumeria Eridu era la más antigua de las ciudades de Mesopotamia, en cuya localización el dios Marduk había creado el mundo. La antigüedad de la ciudad fue demostrada por los arqueólogos a lo largo del siglo XX, habiéndose datado los niveles más bajos (nivel XIX) de la excavación en torno al 4900 a. C., a principios del período de El Obeid.
En esta primera etapa, los restos cerámicos muestran un papel significativo de Eridu en la región. Hacia el 3800 a. C. (nivel VI) la ciudad contaba con un importante templo y un cementerio del que se han descubierto unas mil sepulturas. La ciudad participó de la unidad cultural marcada por el período de El Obeid, la cual abarcó todo el Oriente Próximo.
A finales de este período, se muestran signos de declive, como el deterioro del templo de la ciudad. La actividad económica quedó relegada y el montículo de la ciudad quedó dedicado casi en exclusiva al templo y a viviendas para los sacerdotes y sacerdotisas. Eridu fue quedando eclipsada por la vecina ciudad de Ur.
Hacia el año 2500 a. C., durante el período dinástico arcaico un gobernante, tal vez de la primera dinastía de Ur, construyó un gran palacio en Eridu, y a finales del III milenio a. C., durante el reinado de Amar-Sin, se construyó un gran zigurat en la ciudad, la cual seguía siendo un importante centro religioso en el imperio de la tercera dinastía de Ur.
En los primeros siglos del II milenio a. C. los gobernantes de Isin, que vivía un momento de esplendor, repararon el templo y probablemente buscaron algún tipo de tesoro, ya que se han hallado túneles excavados en el templo. Durante el reinado de Hammurabi (1792-1750 a. C.) el culto fue trasladado definitivamente a Ur. Mil años después, durante el reinado de Nabucodonosor II de Babilonia (605 a. C. - 562 a. C.) el templo fue parcialmente restaurado, tras lo cual, quedó finalmente abandonado, cayendo en la ruina.

## Cultura
En Eridu se han encontrado 19 niveles, trece de ellos atribuibles al período de El Obeid. Ya en los niveles más bajos del yacimiento (V milenio a. C.) se encontraron restos de una pequeña capilla de adobe sobre la cual, en el mismo emplazamiento, se fueron construyendo edificaciones cada vez mayores según pasaban los siglos. Según la práctica habitual sumeria, para construir un nuevo templo se rellenaba el anterior de arena y se elevaba el terreno hasta que quedase completamente cubierto; el nuevo se edificaba sobre el montículo formado. La denominación de "templos" de estas primeras construcciones es controvertida, ya que es discutible que su uso fuese exclusivamente religioso; si bien el procedimiento "ritual" de sustitución de una capilla por otra parece indicar un carácter sagrado. En el nivel VI (3800 a. C., finales del período Obeid) el edificio ya adquiere proporciones monumentales. Las excavaciones parecen demostrar que el templo de este nivel fue el último que se construyó, llegando a estar en un importante estado de ruina sin que fuese reconstruido.
Contemporáneo a este último templo fue un cementerio situado en la periferia del yacimiento, gracias a cuyos restos han podido conocerse algunos hábitos funerarios de esa etapa. Los cadáveres se colocaban tumbados boca arriba sobre la tierra y rodeados por muros de ladrillo formando un rectángulo, el cual después se rellenaba de tierra. En las sepulturas podía haber hasta dos adultos, a veces acompañados por un niño e incluso por perros, posiblemente mascotas. Los cuerpos eran adornados con joyas y en la sepultura se introducían piezas de cerámica y a veces trozos de carne y pequeños animales. Los rasgos de los cuerpos demostró características parecidas a las de los actuales habitantes de Irak, si bien había un mayor porcentaje de prognatismo. Probablemente el enterramiento fuese practicado únicamente de algún tipo de élite de la ciudad, debido a los bienes que contienen la mayoría de las sepulturas y al número relativamente pequeño de éstas, en comparación con otros establecimientos contemporáneos y al tamaño de la ciudad.
Pese a esto, no se conoce la organización social de Eridu. Algunos arqueólogos han propuesto que se trató de una sociedad igualitaria formada por unidades domésticas independientes, si bien hay diversas muestras de la existencia de una incipiente jerarquía.

## Arquitectura

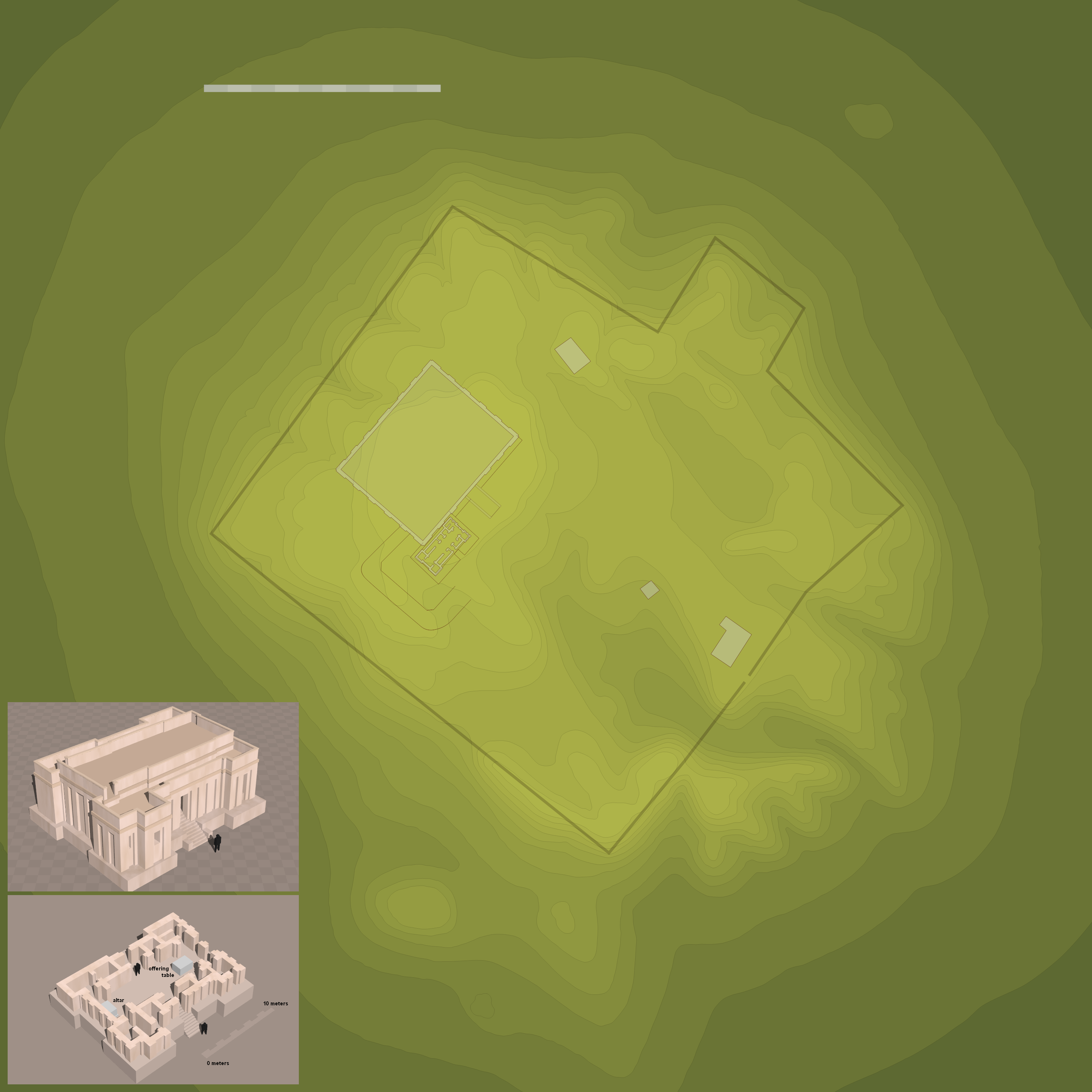
Colina de Eridu con el Templo E-abzu, zigurat y algunos edificios.

El núcleo urbano de Eridu era el templo de Enki, llamado "Casa del Acuífero" (escritura cuneiforme: E2.ZU.AB; sumerio: e2-abzu; acadio: bītu apsû), que posteriormente sería llamado "Casa de las Aguas" (cuneiforme: E2.LAGAB×HAL; sumerio: e2-engur; acadio: bītu engurru). Su nombre se refiere al reino de Enki ("señor de las aguas"). Su consorte Ninhursanga tenía un templo cercano a Obeid.
Durante el período III de Ur, Ur-Nammu construiría un zigurat sobre los restos de templos anteriores.

### Casa del Acuífero
| Nivel | Fecha (a. C.) | Período       | Tamaño (m) | Nota                             |
| ----- | ------------- | ------------- | ---------- | -------------------------------- |
| XVIII | 5300          | -             | 3×0.3      | Paredes "dormidas"               |
| XVII  | 5300–5000     | -             | 2.8×2.8    | Primera cella                    |
| XVI   | 5300–5000     | Obeid Antiguo | 3.5×3.5    |                                  |
| XV    | 5000–4500     | Obeid Antiguo | 7.3×8.4    |                                  |
| XIV   | 5000–4500     | Obeid Antiguo | -          | No se han encontrado estructuras |
| XIII  | 5000–4500     | Obeid Antiguo | -          | No se han encontrado estructuras |
| XII   | 5000–4500     | Obeid Antiguo | -          | No se han encontrado estructuras |
| XI    | 4500–4000     | Obeid         | 4.5×12.6   | Primera plataforma               |
| X     | 4500–4000     | Obeid         | 5×13       |                                  |
| IX    | 4500–4000     | Obeid         | 4×10       |                                  |
| VIII  | 4500–4000     | Obeid         | 18×11      |                                  |
| VII   | 4000–3800     | Obeid         | 17×12      |                                  |
| VI    | 4000–3800     | Obeid         | 22×9       |                                  |
| V     | 3800–3500     | Uruk Antiguo  | -          | Solamente restos de plataforma   |
| IV    | 3800–3500     | Uruk Antiguo  | -          | Solamente restos de plataforma   |
| III   | 3800–3500     | Uruk Antiguo  | -          | Solamente restos de plataforma   |
| II    | 3500–3200     | Uruk Antiguo  | -          | Solamente restos de plataforma   |
| I     | 3200          | Uruk Antiguo  | -          | Solamente restos de plataforma   |

## Mitología

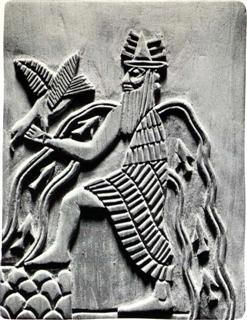
Representación del dios Enki, deidad principal de Eridu, con sus símbolos característicos: el ave, la cabra y las corrientes de agua.

Según la lista Real Sumeria, los primeros reyes mitológicos, sucesores del reinado del cielo, son los de Eridu. 

En Eridu, Alulim llegó a ser rey; gobernó durante 28.800 años. Alaljar gobernó durante 36.000 años. Dos reyes gobernaron durante 64.800 años. Entonces Eridu cayó y el reinado fue dado a Bad-tibira.

Una de las cosmogonías de la mitología sumeria —denominada actualmente cosmogonía de Edigu— dice que la materia primordial del universo estaba formada por las aguas dulces y saladas, personificadas en Apsu y Tiamat, quienes darán a luz al Cielo y a la Tierra, los cuales, a su vez, engendrarían a todos los grandes dioses.
Otro mito de Eridu contaba que Adapa, guardián de la ciudad, era uno de los siete sabios, a los cuales la tradición sumeria atribuía poderes extraordinarios. Era un mortal de linaje divino, y como los héroes griegos, se mantenía entre el umbral de los dos mundos. En una ocasión, cuando pescaba en el lago, el viento volcó su embarcación, tras lo cual el sabio maldijo contra "las alas del viento", dejándole paralizado durante siete días. Ante esto, Anu, dios del cielo, llama al culpable para juzgarlo. Antes de que Adapa se presentase ante él, Enki le prepara, advirtiéndole de que se muestre humilde y no acepte tomar nada que le ofrezcan. Finalmente Adapa se presenta ante Anu y este le ofrece el "alimento de la vida" que da su poder a los dioses. El sabio lo rechaza siguiendo el consejo de Enki, ante lo cual Anu lanza una sonora carcajada. Si hubiese consumido el alimento de la vida el efecto en él hubiese sido el contrario que en los dioses.
El escritor Zecharia Sitchin en su libro titulado "El libro perdido de Enki" nombra a esta ciudad como lugar de residencia del escriba Endubsar, (cap 1 página 7)